# ليونارد كوفنغتون
ليونارد كوفنغتون هو سياسي أمريكي، ولد في 30 أكتوبر 1768، وتوفي في 14 نوفمبر 1813 في ساكت هاربور في الولايات المتحدة. انتخب عضو مجلس النواب الأمريكي ‏.